# Francisco Rodríguez Feu
Francisco Rodríguez Feu (Zamora, 2 de noviembre de 1924-Barcelona, 11 de octubre de 2017) fue un boxeador y novelista español,  conocido en el mundo del boxeo por el seudónimo Rodri.

## Biografía y trayectoria
Su madre emigró a Barcelona cuando él tenía seis años. 
Con quince años subió por primera vez al ring,  en San Sebastián. Fue campeón regional en Álava, Navarra y Guipúzcoa en la categoría de peso pluma con el apodo de Rodri. Participó en setenta y siete peleas sin recibir nunca un fuera de combate.[cita requerida]
Años más tarde, obtuvo las licencias de «preparador nacional de boxeo» y «apoderado-manager» de la Federación Española de Boxeo y dejó el mundo profesional para dedicarse a la literatura. Publicó varias novelas a lo largo de su vida, algunas escritas con pseudónimo: El secreto de Daniel Hardy, Intriga en la India, La barrera del orgullo, Rondando el peligro. Otros, las escribió con su nombre y apellidos: Segundos fuera (Editorial Planeta 1982) o El precio de la gloria, todas ambientadas en el mundo pugilístico.
Fue entrenador del famoso Club de Boxeo siglo XX, momento en el cual escribió un libro de entrenamiento y técnicas pugilísticas titulado: El boxeo como deporte y profesión.
El año 1992 fundó el Club de Boxeo Estrellas Altas situado en el barrio de la Marina (Zona franca) de Barcelona y este permaneció abierto hasta el día de su muerte, el 11 de octubre del 2017.

## Publicaciones
- Segundos, fuera. Rodríguez Feu  Francisco. Editorial Planeta, S.A. 1982. ISBN 84-320-4192-0.
- El precio de la gloria. Rodríguez Feu, Francisco. Tot Editorial, S.A. 2000. ISBN 84-950-56-07-0.
- Teoría y práctica del boxeo. Rodríguez Feu, Francisco. Ediciones Tutor, S.A. 2006. ISBN 84-7902-327-9.